# منطقه حمایت ویژه
منطقه حمایت ویژه Special Protection Area (SPA) نامی است که تحت دستورالعمل اتحادیه اروپا در مورد حفاظت از پرندگان وحشی است. بر اساس این دستورالعمل، کشورهای عضو اتحادیه اروپا (EU) وظیفه دارند از زیستگاه پرندگان مهاجر و برخی از پرندگان به‌ویژه گونه‌های در معرض تهدید حفاظت کنند. مناطق حمایت ویژه همراه با مناطق حفاظتی ویژه (SACs)، شبکه‌ای از زیستگاه‌های حفاظت‌شده در سراسر اتحادیه اروپا را تشکیل می‌دهند که Natura 2000 نامیده می‌شود. هر منطقه حمایت ویژه دارای یک کد اتحادیه اروپا است - برای مثال منطقه حمایت ویژه ساحل نورفولک شمالی دارای کد UK9009031 است.